# 10 octobre en sport
10 septembre 10 novembre
Chronologies thématiques
- Croisades
- Ferroviaires
- Disney

Le 10 octobre (283e jour de l'année ou le 284e en cas d'année bissextile) en sport.

## Événements

### XVIIIesiècle
- 1776
  - (Boxe anglaise) : l'impressionnant boxeur irlandais Peter Corcoran est battu par Harry Sellers. La rumeur évoque un match truqué qui cause beaucoup de tort à Corcoran.

### XIXesiècle
- 1867 :
  - (Baseball) : l'unions de Morrisania remporte le 11e championnat de baseball de la NABBP avec 21 victoires et 8 défaites[1].
- 1887 :
  - (Baseball) : aux États-Unis, début de la 4e édition des World's Championship Series entre les champions de l'American Association et de la Ligue nationale.

### XXesièclede1951à2000
- 1964 : 
  - (JO) : ouverture des Jeux Olympiques d'été à Tokyo
- 1975 :
  - (Rallye automobile) : arrivée du Rallye Sanremo.
- 1976 :
  - (Formule 1) : Grand Prix automobile de la côte est des États-Unis.
  - (Rallye automobile) : arrivée du Rallye Sanremo.
- 1981 :
  - (Rallye automobile) : arrivée du Rallye Sanremo.

### XXIesiècle
- 2004 :
  - (Formule 1) : Grand Prix du Japon.
- 2007 :
  - (Hockey sur glace) : première partie dans la LNH pour le gardien Carey Price contre les Penguins de Pittsburgh. Victoire du Canadien 3-2.
- 2009 :
  - (Hockey sur glace) : première partie du centenaire des Canadiens de Montréal contre les Sabres de Buffalo.
- 2010 :
  - (Formule 1) : Grand Prix du Japon.
- 2015 :
  - (Football /Championnat d'Europe) : l'Italie, la Belgique puis le Pays de Galles se qualifient pour l'Euro 2016 qui se déroulera en France.
- 2016 :
  - (Football /Coupe du monde) : 2e partie de la 3e journée des Éliminatoires de la Coupe du monde de football 2018 de la zone Europe.
- 2021 :
  - (Compétition automobile /Formule 1) : sur le Grand Prix automobile de Turquie, disputé sur l'Otodrom Istanbul Park d'Istanbul, victoire du Finlandais Valtteri Bottas qui devance le Néerlandais Max Verstappen, le Mexicain Sergio Pérez complète le podium.
  - (Cyclisme sur route /Classique) : sur la 115e édition de Paris-Tours, victoire du Français Arnaud Démare au sprint.
  - (Football /Ligue des nations) : les Bleus remportent la ligue des nations en s'imposant 2-1 face à l'Espagne[2].

## Naissances

### XIXesiècle
- 1864 :
  - Arthur Gould, joueur de rugby à XV gallois. Vainqueur des tournois britanniques de rugby à XV 1888, 1893 et 1897. (27 sélections en équipe nationale). († 2 janvier 1919).
- 1881 :
  - Gaston Ragueneau, athlète de fond français. Médaillé d'argent du 5 000m par équipes aux Jeux de Paris 1900. († 14 juillet 1978).
- 1886 :
  - Arvid Holmberg, gymnaste suédois. Champion olympique du concours général par équipes aux Jeux de Londres 1908. († 11 septembre 1958).
- 1888 :
  - Pietro Lana, footballeur italien. (2 sélections en équipe nationale). († 6 décembre 1950).
- 1890 :
  - Edward Gerard, hockeyeur sur glace puis entraîneur canadien. († 12 décembre 1937).

### XXesièclede1901à1950
- 1915 :
  - Bill Chadwick, arbitre et commentateur de hockey sur glace américain. († 24 octobre 2009).
- 1919 :
  - Edgar Laprade, hockeyeur sur glace canadien. († 28 avril 2014).
- 1920 :
  - Jacqueline Mazéas, athlète du lancer de disque française. Médaillée de bronze aux Jeux de Londres 1948. († 9 juillet 2012).
- 1929 :
  - Georges Carabignac, joueur de rugby à XV français. (7 sélections en équipe de France). († 21 février 1973).
- 1930 :
  - Eugenio Castellotti, pilote de courses automobile italien. († 14 mars 1957).
  - Konstantin Vyrupayev, lutteur de gréco-romaine soviétique puis russe. Champion olympique des - 57 kg aux Jeux de Melbourne 1956 puis médaillé de bronze des - 62 kg aux Jeux de Rome 1960. († 31 octobre 2012).
- 1935 :
  - Dave Charnley, boxeur anglais. († 3 mars 2012).
- 1936 :
  - Mahi Khennane, footballeur puis entraîneur franco-algérien. (2 sélections avec l'équipe de France et 3 avec l'équipe d'Algérie).
- 1939 :
  - Mieczysław Łopatka, basketteur polonais. (236 sélections en équipe nationale).
- 1941 :
  - Monique Noirot, athlète de sprint français. Médaillée de bronze du 400m aux CE d'athlétisme 1966.
- 1946 :
  - Peter Mahovlich, hockeyeur sur glace puis entraîneur canadien.
- 1950 :
  - Charlie George, footballeur anglais. (1 sélection en équipe nationale).
  - Takashi Yorino, pilote de courses automobile japonais.

### XXesièclede1951à2000
- 1952 :
  - Siegfried Stohr, pilote de courses automobile italien.
- 1953 :
  - Albert Rust, footballeur puis entraîneur français. Champion olympique aux Jeux de Los Angeles 1984. (1 sélection en équipe de France).
  - Gus Williams, basketteur américain. († 15 janvier 2025).
- 1954 :
  - Fernando Santos, footballeur puis entraîneur portugais. Sélectionneur de l'équipe de Grèce de 2010 à 2014 puis de l'équipe du Portugal depuis 2014. Champion d'Europe de football 2016.
- 1958 :
  - Brendan Moon, joueur de rugby à XV australien. (35 sélections en équipe nationale).
- 1963 :
  - Jolanda de Rover, nageuse néerlandaise. Championne olympique du 200m dos et médaillée de bronze du 100m dos aux Jeux de Los Angeles 1984.
  - Vegard Ulvang, fondeur norvégien. Médaillé de bronze du 30km aux Jeux de Calgary 1988, champion olympique du 10km classique, du 30km classique et du relais 4×10km, médaillé d'argent du 15km poursuite aux Jeux d'Albertville 1992 puis médaillé d'argent du relais 4×10km aux Jeux de Lillehammer 1994. Champion du monde de ski nordique en ski de fond du relais 4×10km 1991 et 1993.
- 1966 :
  - Tony Adams, footballeur puis entraîneur anglais. Vainqueur de la Coupe d'Europe des vainqueurs de coupe 1994. (66 sélections en équipe nationale).
  - Derrick McKey, basketteur américain. Champion du monde de basket-ball masculin 1986. (10 sélections en équipe nationale).
- 1967 :
  - Jacek Zieliński, footballeur polonais. (60 sélections en équipe nationale).
- 1968 :
  - Bart Brentjens cycliste de VTT néerlandais. Champion olympique du cross-country aux Jeux d'Atlanta 1996 puis médaillé de bronze aux Jeux d'Athènes 2004. Champion du monde de VTT du cross-country 1995.
  - Marínos Ouzounídis, footballeur puis entraîneur grec. (50 sélections en équipe nationale).
- 1969 :
  - Brett Favre, joueur de foot U.S. américain.
- 1970 :
  - Mohammed Mourhit, athlète de fond belge. Champion du monde de cross-country en individuel 2000 et 2001.
  - Stanley Jackson, basketteur franco-américain.
- 1971 :
  - Reynald Pedros, footballeur puis entraîneur et consultant TV français. (25 sélections en équipe de France). Vainqueur de la Ligue des champions féminine 2018.
- 1972 :
  - Alekseï Jitnik, hockeyeur sur glace soviétique puis russo-ukrainien. Champion olympique aux Jeux d'Albertville 1992 avec l'URSS puis médaillé d'argent aux Jeux de Nagano 1998 avec la Russie.
  - Samuel Meurant, joueur de baseball français.
- 1973 :
  - Joël Chenal, skieur alpin français. Médaillé d'argent du slalom géant aux Jeux de Turin 2006.
  - Vikash Dhorasoo, footballeur puis consultant TV français. (18 sélections en équipe de France).
- 1974 :
  - Dale Earnhardt Jr, pilote de courses automobile américain.
  - Chris Pronger, hockeyeur sur glace canadien. Champion olympique aux Jeux de Salt Lake City 2002 puis aux Jeux de Vancouver 2010. Champion du monde de hockey sur glace 1997.
- 1975 :
  - Teva Zaveroni, footballeur et footballeur de plage franco-tahitien.
- 1976 :
  - Pat Burrell, joueur de baseball américain.
  - Shane Doan, hockeyeur sur glace canadien. Champion du monde de hockey sur glace 2003 et 2007.
- 1977 :
  - Tina Wunderlich, footballeuse allemande. Médaillée de bronze aux Jeux de Sydney 2000. Championne d'Europe de football 1995 et 2001. Victorieuse de la Coupe de l'UEFA 2002, 2006 et 2008. (34 sélections en équipe nationale).
- 1978 :
  - Aymeric Jeanneau, basketteur français. (56 sélections en équipe de France).
- 1979 :
  - Joel Przybilla, basketteur américain.
- 1980 :
  - Chuck Eidson, basketteur américain.
  - Julie Pomagalski, snowboardeuse française. Championne du monde de snowboard du cross 1999 et médaillée d'argent du slalom parallèle aux Mondiaux de snowboard 2003. († 23 mars 2021).
- 1982 :
  - Rory Lamont, joueur de rugby à XV écossais. (29 sélections en équipe nationale).
  - Mélonin Noumonvi, lutteur de gréco-romaine français. Médaillé d'argent des -84 kg aux Mondiaux lutte 2009 puis champion du monde de lutte gréco-romaine en -85 kg 2014. Médaillé de bronze des -84 kg aux CE de lutte 2006, 2007, 2010 et des -96 kg en 2013.
  - Soane Toevalu, joueur de rugby à XV français.
- 1983 :
  - Juan Pedro Gutiérrez, basketteur argentin. Médaillé de bronze aux Jeux de Pékin 2008. Champion des Amériques de basket-ball 2001 et 2011. (120 sélections en équipe nationale).
  - David Monds, basketteur américain.
  - Davit Zirakashvili, joueur de rugby à XV franco-géorgien. Vainqueur du Challenge européen 2007. (53 sélections avec l'équipe de Géorgie).
- 1984 :
  - Miguel Ângelo, footballeur portugais.
  - Jean-Baptiste Grange, skieur alpin français. Médaillé de bronze du slalom aux championnats du monde de ski alpin 2007 puis champion du monde de ski alpin du slalom 2011 et 2015.
  - Ryan Hollins, basketteur américain.
  - Troy Tulowitzki, joueur de baseball américain.
- 1985 :
  - Marko Popović, basketteur monténégrin. (16 sélections en équipe nationale).
  - Egor Vyaltsev, basketteur russe. Vainqueur de l'EuroCup Challenge 2006 puis de l'EuroCoupe 2012. (16 sélections en équipe nationale).
- 1986 :
  - Nathan Jawai, basketteur australien. (9 sélections en équipe nationale).
  - Mamadou Kassé Hanne, athlète de sprint et de haies franco-sénégalais.
  - Andrew McCutchen, joueur de baseball américain.
  - Pierre Rolland cycliste sur route français.
- 1987 :
  - Colin Slade, joueur de rugby à XV néo-zélandais. Champion du monde de rugby à XV 2011 et 2015. Vainqueur du Tri-nations 2010 puis des The Rugby Championship 2013 et 2014. (21 sélections en équipe nationale).
- 1989 :
  - Sandra Toft, handballeuse danoise. Victorieuse de la Coupe EHF de handball 2013. (111 sélections en équipe nationale).
- 1990 :
  - Chai Biao, joueur de badminton chinois. Champion du monde de badminton par équipes masculines 2010 et 2012. Champion du monde de badminton par équipes mixtes 2009, 2011, 2013 et 2015
  - Jonathan Bourhis, basketteur français. († 1er novembre 2009).
  - Sergueï Choubenkov, athlète de haies russe. Champion du monde d'athlétisme du 110 m haies 2015. Champion d'Europe d'athlétisme 2012 et 2014.
  - Rafael Tolói, footballeur italo-brésilien. (5 sélections avec l'équipe d'Italie).
- 1991 :
  - Mohammed Al-Owais, footballeur soudanais puis saoudien. (21 sélections avec l'équipe d'Arabie saoudite).
  - Gilvydas Biruta, basketteur lituanien.
  - Michael Carter-Williams, basketteur américain.
  - Lucas Lima, footballeur brésilien.
  - Ahmed Mogni, footballeur franco-comorien. (19 sélections avec l'équipe des Comores).
  - Xherdan Shaqiri, footballeur albano-suisse. Vainqueur des Ligue des champions 2013 et 2019. (97 sélections avec l'équipe de Suisse).
- 1992 :
  - Anthony Brown, basketteur américain.
  - Paolo Simion cycliste sur route italien.
  - Aaron White, basketteur américain.
- 1995 :
  - Ismael Bako, basketteur belge.
- 1996 :
  - David Gaudu cycliste sur route français.
  - Melissa Herrera, footballeuse costaricienne. (58 sélections en équipe nationale).
- 1997 :
  - Sylvain Francisco, basketteur français. (15 sélections en équipe de France).
- 1998 :
  - Job van Uitert, pilote de courses automobile néerlandais.
- 1999 :
  - Nediljko Labrović, footballeur croate.
- 2000 :
  - Arthur Bauchet skieur alpin handisport français. Médaillé d'argent de la descente debout, du super-G, du slalom et du super-combiné aux Jeux de Pyeongchang 2018. Champion du monde handisport de ski alpin debout du slalom, géant et du super combiné 2019.
  - Daria Bilodid judokate ukrainienne. Médaillée de bronze des -48kg aux jeux de Tokyo 2020. Championne du monde de judo des -48 kg 2018 et 2019. Championne d'Europe de judo des -48 kg 2017.

### XXIesiècle
- 2002 :
  - Uba Charles, footballeur  nigérian.

## Décès

### XXesièclede1901à1950
- 1921 : 
  - Louis Mesnier, 37 ans, footballeur français. (14 sélections en équipe de France). (° 15 décembre 1884).
- 1926 :
  - Bill Maclagan, 68 ans, joueur de rugby à XV écossais. (26 sélections en équipe nationale). (° 5 avril 1858).

### XXesièclede1951à2000
- 1966 : 
  - Charlotte Cooper, 96 ans, joueuse de tennis britannique. Championne olympique du simple et du double aux Jeux de Paris 1900. Victorieuse des tournois de Wimbledon 1895, 1896, 1898, 1901, 1908. (° 22 septembre 1870).
- 1971 : 
  - Reginald McNamara, 82 ans, cycliste sur piste australien puis américain. (° 7 novembre 1888).
- 1978 :  
  - Ralph Metcalfe, 68 ans, athlète de sprint américain. Médaillé d'argent du 100m et de bronze du 200m aux Jeux de Los Angeles 1932 puis champion olympique du relais 4×100m et médaillé d'argent du 100m aux Jeux de Berlin 1936. (° 29 mai 1910).
- 1988 : 
  - Jacques Péron, 76 ans, pilote de rallyes automobile et d'endurance français. (° 8 septembre 1912).
- 2000 : 
  - Ambrogio Morelli, 94 ans, cycliste sur route italien. (° 4 décembre 1905).

### XXIesiècle
- 2001 : 
  - Eddie Futch, 86 ans, boxeur puis entraîneur américain. (° 9 août 1911).
- 2004 : 
  - Ken Caminiti, 41 ans, joueur de baseball américain. (° 21 avril 1963).
- 2008 : 
  - Aleksey Prokurorov, 44 ans, fondeur soviétique puis russe. Champion olympique des 30 km et médaillé d'argent du relais 4 × 10 km aux Jeux de Calgary 1988. Champion du monde de ski nordique des 30 km en ski de fond 1997. (° 25 mars 1964).
- 2012 : 
  - Jos Huysmans, 70 ans, cycliste sur route belge. Vainqueur de la Flèche wallonne 1969. (° 18 décembre 1941).
  - Alex Karras, 41 ans, joueur de foot U.S. puis acteur américain. (° 15 juillet 1935).
- 2013 :
  - Joop Cabout, 85 ans, polïste néerlandais. Champion d'Europe de water-polo masculin 1950. (° 28 octobre 1927).
- 2019
  - Ugo Colombo, 79 ans, coureur cycliste sur route italien. (° 22 février 1940).